# Murray Chandler
Murray Graham Chandler (Wellington, Nova Zelanda, 4 d'abril de 1960), és un jugador d'escacs neozelandès, que té el títol de Gran Mestre des de 1983. Ha jugat internacionalment representant Nova Zelanda i Anglaterra, quan va obtenir la nacionalitat britànica a la primeria dels anys 1980. És conegut també com a escriptor d'escacs i organitzador ocasional de torneigs.
Tot i que es troba inactiu des de 2009, a la llista d'Elo de la FIDE de febrer de 2015, hi tenia un Elo de 2518 punts, cosa que en feia el jugador número 1 de Nova Zelanda. El seu màxim Elo va ser de 2605 punts, a la llista de juliol de 1991 (posició 28 al rànquing mundial).

## Resultats destacats en competició
Chandler va guanyar el campionat de Nova Zelanda de 1975-76, i va obtenir el títol de Mestre Internacional el 1977. Va participar per primera vegada en un torneig internacional el 1974 amb l'equip de Nova Zelanda al primer Campionat d'escacs d'Àsia per equips a Penang a l'estat de Malàisia. Més endavant, va representar Nova Zelanda a les Olimpíades d'escacs de 1976, 1978 i 1980, però després va passar a la federació d'Anglaterra. Va jugar per Anglaterra a les Olimpíades d'escacs de 1982, 1984, 1986, 1988, 1990 i 1992, com a part d'un equip reeixit que va derrotar els soviètics en alguns encontres crucials. Va mantenir un Elo al voltant del nivell 2.600 entre 1987 i 1992, i va obtenir el títol de Gran Mestre el 1983.
Entre els millors resultats de Chandler hi ha hagut Campió de la Commonwealth (dues vegades - ex aequo el 1984 i en solitari el 1987), un primer lloc a Brighton 1981, primer lloc al Torneig Zonal de Blackpool de 1990, empat al primer lloc al Lloyds Bank Masters 1979, empat al primer lloc al Hastings Premier 1986/7 i empat al segon lloc (darrere d'Anatoli Kàrpov) a Londres 1984. També va jugar al Matx d'escacs URSS - Resta del món de 1984 i va empatar al primer lloc al Campionat d'escacs de la Gran Bretanya de 1986, tot i que va perdre el matx de play-off pel títol.
Va tornar a Nova Zelanda el 2006 i aquell any va guanyar el seu segon campionat absolut de Nova Zelanda, un triomf que va repetir el 2008. Ha tornat a representar la Federació de Nova Zelanda, i és elegible altra vegada per jugar pel seu país de naixement.

### Estadístiques
Segons Chessmetrics, els millors assoliments de Chandler han estat:
- Millor posició al rànquing mundial: Núm. 29 (4 mesos diferents entre gener de 1987 i maig de 1988).
- Ràting més elevat: 2600 el juliol de 1988, núm. 30 del món, a l'edat de 28 anys i tres mesos.
- Millor performance individual: 2750 a Londres 1984, puntuant 8/13 (62%) contra una oposició mitjana de 2704.

Una curiositat és el seu marcador de dues victòries, cap derrota i cap taules contra Garri Kaspàrov. Una victòria fou al Campionat del Món Sub-16 de 1976, i l'altra en una exhibició de simultànies el 1985.

### Altres activitats relacionades amb els escacs
Chandler fou editor de British Chess Magazine entre 1991 i 1999. A la darreria dels anys 1990 també va crear Gambit Publications, una editorial de llibres d'escacs d'alta qualitat que ha rebut bones crítiques de tot arreu. També eren directors de l'editorial el seu company d'equip anglès John Nunn i el mestre de la FIDE i prolífic escriptor Graham Burgess. L'editorial té actualment un gran catàleg que inclou contribucions tant dels seus tres directors com d'una plèade d'altres respectats escriptors d'escacs. Llibres com ara Modern Chess Strategy de John L. Watson han tingut gran èxit, així com el de Chandler How To Beat Your Dad At Chess, un gran èxit de vendes. També produeix material VHS i DVD per a Bad Bishop Ltd., una empresa vinculada a Gambit.

## Partida notable
El moviment 23.e6! de Chandler és difícil de trobar, ja que sembla que la casella està defensada quatre cops. Nogensmenys, cap de les possibles captures no és satisfactòria, cosa que la fa una jugada complicada d'enfrontar.
Murray Chandler contra Helgi Ólafsson, Hastings 1990/1991 (Ruy López, Atac Worrall): 

1.e4 e5 2.Nf3 Nc6 3.Bb5 a6 4.Ba4 Nf6 5.0-0 Be7 6.Qe2 b5 7.Bb3 0-0 8.c3 d6 9.d4 Bg4 10.Rd1 Qc8 11.a4 b4 12.a5 bxc3 13.bxc3 Rb8 14.Bc4 exd4 15.cxd4 Nxa5 16.Rxa5 Rxb1 17.e5 dxe5 18.dxe5 Ne8 19.Rxa6 Rb6 20.Ra4 c5 21.h3 Bh5 22.Ra7 Nc7 23.e6 Bf6 24.e7 Re8 25.Rd8 Rxd8 26.Rxc7 Qb8 27.exd8=Q+ Qxd8 28.Bf4 g5 29.Bg3 Rb2 30.Qd3 Qa8 31.Qd7 Qa1+ 32.Kh2 Rb1 33.Bxf7+ Kh8 34.Qe8+ Kg7 35.Bg6+ 1–0

## Obres selectes
- The Complete c3 Sicilian, 1997, American Batsford, ISBN 1-879479-50-8.
- How To Beat Your Dad At Chess, 1998, Gambit Publications, ISBN 1-901983-05-6.
- Chess Tactics For Kids, 2003, Gambit Publications, ISBN 1-901983-99-4.
- Chess For Children (amb Helen Milligan), 2004, Gambit Publications, ISBN 1-904600-06-9.